# Nanchang, Wuxi
Nanchang är ett stadsdistrikt i Wuxi i Jiangsu-provinsen i östra Kina.